# Ilshofen
Ilshofen is een plaats in de Duitse deelstaat Baden-Württemberg, en maakt deel uit van het Landkreis Schwäbisch Hall.
Ilshofen telt 6.787 inwoners.

## Stadsdelen
- Eckartshausen (met Großallmerspann, Oberschmerach)
- Ilshofen (Kernstadt)
- Obersteinach (met Altenberg, Niedersteinach, Sandelsbronn, Söllbot, Windisch-Brachbach)
- Ruppertshofen (met Hessenau, Leofels)
- Unteraspach (met Oberaspach, den Weilern Gaugshausen, Großstadel, Kerleweck, Kleinstadel, Oberscheffach, Steinbächle, Lerchenmühle)

Blaufelden ·
Braunsbach ·
Bühlertann ·
Bühlerzell ·
Crailsheim ·
Fichtenau ·
Fichtenberg ·
Frankenhardt ·
Gaildorf ·
Gerabronn ·
Ilshofen ·
Kirchberg an der Jagst ·
Kreßberg ·
Langenburg ·
Mainhardt ·
Michelbach an der Bilz ·
Michelfeld ·
Oberrot ·
Obersontheim ·
Rosengarten ·
Rot am See ·
Satteldorf ·
Schrozberg ·
Schwäbisch Hall ·
Stimpfach ·
Sulzbach-Laufen ·
Untermünkheim ·
Vellberg ·
Wallhausen ·
Wolpertshausen